# Kacsa (település)
Kacsa (oroszul és ukránul: Кача, krími tatárul: Qaçı) a Krím félsziget délnyugati partvidékén fekvő város, mely közigazgatási értelemben Szevasztopolhoz tartozik, amely nem tartozik bele Krím közigazgatási területbe.
A város közelében légibázis található.

## Demográfia
- 1926 — 366 lakos
- 1939 — 2,834 lakos
- 1989 — 5,783 lakos
- 2001 — 6,320 lakos

## Fordítás
Ez a szócikk részben vagy egészben  a   Kacha, Sevastopol című angol Wikipédia-szócikk ezen változatának fordításán alapul.  Az eredeti cikk szerkesztőit annak laptörténete sorolja fel. Ez a jelzés csupán a megfogalmazás eredetét és a szerzői jogokat jelzi, nem szolgál a cikkben szereplő információk forrásmegjelöléseként.